# Лунарні міфи

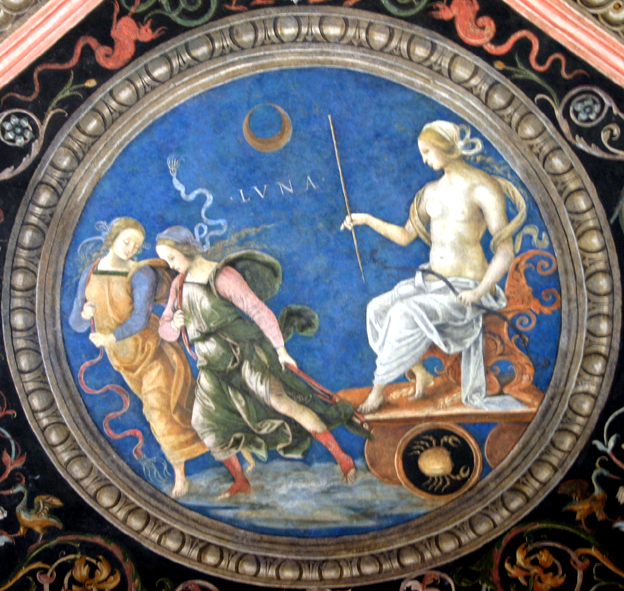
П'єтро Перуджино, Фреска Місяць (Діана)

Лунарні міфи — міфи походження про Місяць і  місячні цикли. Пов'язані з астральними міфами, насамперед солярними: місяць і сонце протиставляються один одному в рамках системи бінарних опозицій, властивої міфологічній свідомості (вгору — вниз, чоловіче — жіноче, живе — мертве). Так, в старокитайській натурфілософії пасивне, темне, жіночне начало їнь співвідноситься з Місяцем, а активне, світле, мужнє ян — з Сонцем. Зазвичай Місяць зв'язується з негативним початком, зустрічаються і винятки: так, в Дагомейській міфології місячна іпостась (Маву) двоєдиного деміурга Маву-Ліза протиставиться ночі, знанню, радості, сонячна (Ліза) — дню, силі, роботі.
До найбільш поширених міфологічних мотивів, пов'язаних з Місяцем, відносяться етіологічні сюжети, що пояснюють появу самого Місяця, походження місячних циклів, місячних плям і т. д. В індоєвропейських, сибірських,  індіанських міфологічних системах чільне місце займає сюжет про «небесний шлюб» Місяця і Сонця. Місяць при цьому може виступати і як жіночий, і як чоловічий персонаж (останній варіант переважає у народів Сибіру і, напевно, у більшості архаїчних племен. Цей міф одночасно виступає як етіологічний, що пояснює походження місячних фаз: в балтійській міфології Перкунас розрубує Місяць мечем за зраду Сонцю. У Сибіру часто зустрічається сюжет: Місяць спускається на землю, де його схоплює зла відьма, хтонічна богиня (Хоседем у кетів, Ілентой-котой у селькупів), Сонце приходить йому на допомогу і намагається вирвати його з рук чаклунки, але та тримає його міцно, в результаті Місяць розривається навпіл. Мотив розривання або пожирання місяця жахливими істотами також дуже поширений і пояснює не тільки місячні фази, але і місячні затемнення.

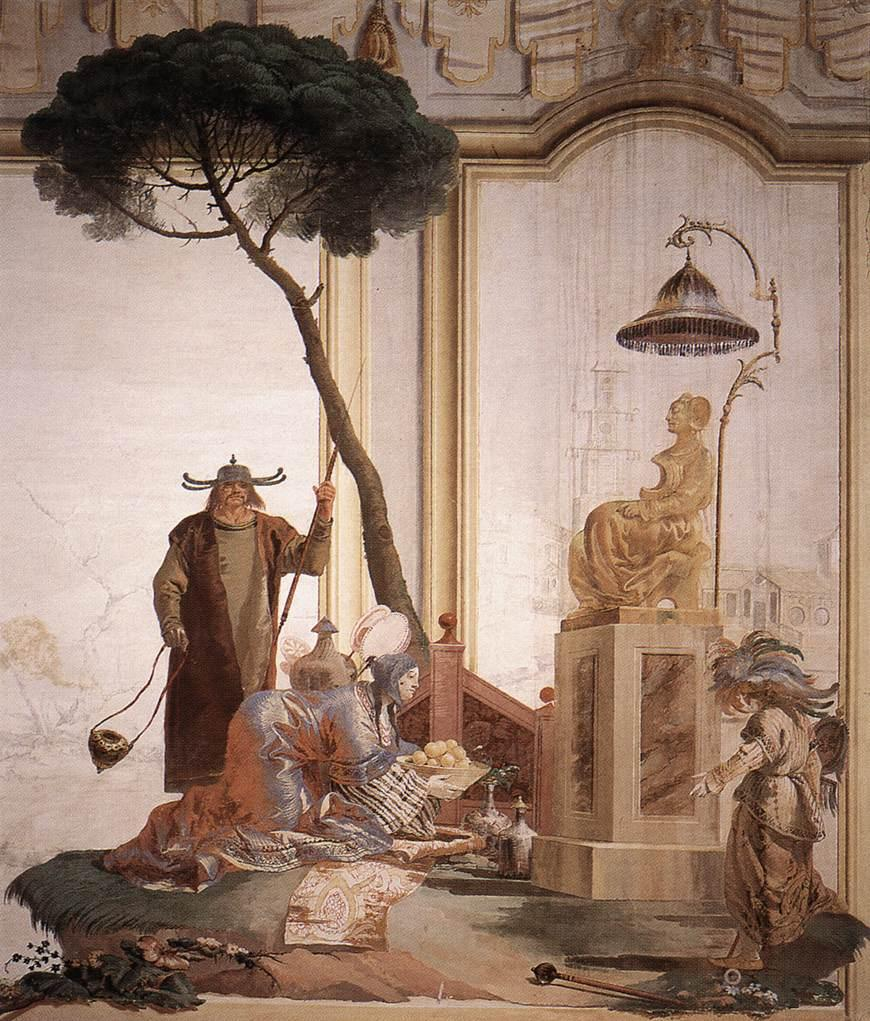
Тьєполо Джованні Доменіко Піднесення фруктів богині Місяця

Образи «вмираючого» і «відроджуваного» місяця пов'язують Місяць з міфами про смерть. У багатьох архаїчних народів є уявлення про те, що раніше люди вмирали і знову відроджувалися, як Місяць, але згодом чомусь позбулися цього дару. У австралійського племені аранда є міф: в давнину жила людина тотема опосума, який помер і був похований, але незабаром вийшов з могили у вигляді хлопчика; він постійно вмирає і оживає на небі.
У багатьох народів є особливі міфи про походження плям на Місяці. Найчастіше вони інтерпретуються як «людина на Місяці», зазвичай — жінка з коромислом і відрами (у нівхів, татар, можливо, у скандинавів, Біль). Часто «людина на Місяці» опиняється там в покарання («погана жінка» у татар, Каїн в апокрифічних оповідях і т. д.)[ В азійських традиціях плями на Місяці інтерпретуються як «місячний заєць» або «кролик», а у народів Південної Америки, Південно-Східної Азії, Австралії і Південної Африки вони пояснюються як рани, бруд або фарба на обличчі Місяця.
У розвинених міфологіях замість безпосереднього поклоніння одухотвореному Місяцю з'являються антропоморфні божества, які його уособлюють. В неоязичницьких традиціях Місяць вшановується як втілення Триєдиної богині.

## Місячні божества
- Артеміда (грецька міфологія)
- Артум (етруська міфологія)
- Баал-Хамон (фінікійська міфологія)
- Геката (грецька міфологія)
- Діана (римська міфологія)
- Ігалук (інуїтська міфологія)
- Койольшаукі (ацтекська міфологія)
- Куу (фінська міфологія)
- Лусин (вірменська міфологія)
- Мама Кілья (Інкська міфологія)
- Мані (скандинавська міфологія)
- Менес (латиська міфологія)
- Мену (литовська міфологія)
- Мецтлі (ацтекська міфологія)
- Нанна (шумерська міфологія)
- Селена (грецька міфологія)
- Сін (шумеро-аккадська міфологія)
- Тот(єгипетська міфологія)
- Хонсу (єгипетська міфологія)
- Хіна (полінезійская міфологія)
- Цукуйомі (японська міфологія)
- Чандра (індійська міфологія)
- Чан'е (китайська міфологія)
- Шеларді (урартська міфологія)